# Tecno
Tecno Mobile是一家总部位于中国深圳市的中华人民共和国智能电话制造商。它成立于2006年。它是传音控股的子公司。Tecno的手機业务以非洲、中东、东南亚、南亚和拉丁美洲市场為主。

## 历史
2008年初，Tecno開始將市場重心放到非洲，截至2010年，Tecno成為非洲三大手机品牌之一。 
2016年，Tecno进军中东手机市场。 2017年，它进军印度市场。
2017年，Tecno又进軍孟加拉国和尼泊尔以及巴基斯坦市場。 

## 产品制造
Tecno在诺伊达設有组装工廠，在印度销售的Tecno手机主要來自於此。